# Dineutus
Dineutus là một chi bọ cánh cứng trong họ Gyrinidae.

## Danh sách loài
Dưới đây là một số loài thuộc chi Dineutus:
- Dineutus amazonicus
- Dineutus americanus
- Dineutus angustus
- Dineutus assimilis
- Dineutus carolinus
- Dineutus ciliatus
- Dineutus discolor
- Dineutus emarginatus
- Dineutus horni
- Dineutus longimanus
- Dineutus metallicus
- Dineutus nigrior
- Dineutus productus
- Dineutus robertsi
- Dineutus serrulatus
- Dineutus solitarius
- Dineutus sublineatus

## Hình ảnh

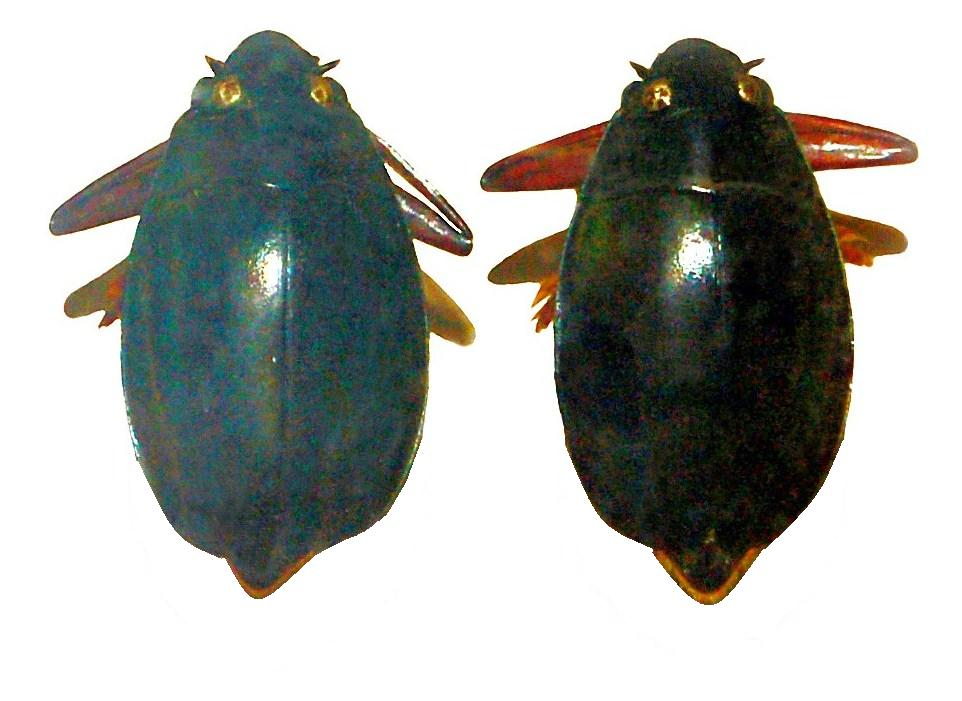